# ۵۰ خیابان وست
۵۰ خیابان وست یک آسمان‌خراش واقع در ایالت نیویورک، ایالات متحده آمریکا می‌باشد. ساخت و ساز این ساختمان Fall ۲۰۱۳ شروع شده‌است. مساحت زیربنای آن ۵۰٬۳۵۳ متر مربع (۵۴۲٬۰۰۰ فوت مربع)، تعداد طبقاتش ۶۳ است.